# Стікс (фільм, 2018)
«Стікс» (нім. Styx) — австрійсько-німецька драма режисера Вольфганга Фішера, що вийшла 2018 року. Прем'ра відбулась на 68-му Берлінському міжнародному кінофестивалі. Українська прем'єра відбулась в липні 2018 року на 9-му Одеському міжнародному кінофестивалі в рамках міжнародного конкурсу.

## Сюжет
Ріке втілює типову західну модель щастя і успіху. Вона освічена, впевнена в собі та віддана справі. Ми бачимо повсякдення лікарки швидкої допомоги, доки Ріке не вирішує здійснити давню мрію — вийти у відкритий океан на вітрильнику. Її ціль — Острів Вознесіння в Атлантичному океані. Відпустка мрії відходить разом з припливом, коли після шторму вона опиняється біля пошкодженого рибацького човна. Майже сотня людей можуть потонути. Ріке дотримується морського права і надсилає сигнали лиха. Повідомлення йдуть у нікуди, тому вона змушена прийняти фатальне рішення.

## У ролях
| • Сюзанна Вольф      | — | Ріке                                 |
| • Гедіон Одур Векеса | — | Кінгслі                              |
| • Фелісіті Бабао     | — | Служитель берегової охорони, озвучка |
| • Александр Баєр     | — | Пауль                                |
| • Інга Біркенфельд   | — | Марія                                |
| • Аніка Менгер       | — | парамедик                            |

## Нагороди та номінації
| Список нагород та номінацій                | Список нагород та номінацій | Список нагород та номінацій                                   | Список нагород та номінацій | Список нагород та номінацій | Список нагород та номінацій |
| Кінофестиваль/Кінопремія                   | Рік                         | Категорія                                                     | Номінант(и)                 | Результат                   | Дж                          |
| ------------------------------------------ | --------------------------- | ------------------------------------------------------------- | --------------------------- | --------------------------- | --------------------------- |
| 68-й Берлінській міжнародний кінофестиваль | 2018                        | Приз екуменічного (християнського) журі (програма «Панорама») | Стікс                       | Перемога                    |                             |
| 68-й Берлінській міжнародний кінофестиваль | 2018                        | Премія Label Europa Cinemas                                   | Стікс                       | Перемога                    |                             |
| 68-й Берлінській міжнародний кінофестиваль | 2018                        | Приз Heiner Carow                                             | Стікс                       | Перемога                    |                             |
| 9-й Одеський міжнародний кінофестиваль     | 2018                        | Гран-прі «Золотий Дюк»                                        | Стікс                       | Номінація                   | [ 1 ]                       |
| LUX Prize                                  | 14.11.2018                  |                                                               | Стікс                       | Номінація                   | [ 2 ]                       |